# Avgustin (Vinogradskij)
Avgustin (světským jménem: Alexej Vasiljevič Vinogradskij; 17. března 1766, Moskva – 15. března 1819, Moskva) byl ruský pravoslavný duchovní Ruské pravoslavné církve a arcibiskup moskevský a kolomenský.

## Život
Narodil se 17. března 1766 v Moskvě. Jeho otec byl kněz Vasilij Michajlov sloužící v chrámu svatého Demetria Soluňského na Ilince v Moskvě.
Studoval v Pěrervinském semináři a poté na Slovansko-řecko-latinské akademii. Po studiu se stal učitelem v Pěrervinském semináři a roku 1788 se stal učitelem rétoriky v semináři Trojicko-sergijevské lávry. Roku 1992 se stal prefektem a učitelem filosofie v semináři. Dne 17. ledna 1794 byl postřižen na monacha a stejného roku rukopoložen na jeromonacha. Roku 1795 se stal rektorem a učitel teologie v Trojickém semináři.
Dne 30. dubna 1797 car Pavel I. Ruský po své korunovaci navštívil Trojicko-sergijevskou lávru, kde Avgustin pronesl děkovnou řeč a za to byl odměněn carem zlatými hodinkami s diamanty. Následující rok 21. listopadu byl povýšen na archimandritu Možajského Lužeckého monastýru. Roku 1801 byl převeden do monastýru Zjevení Páně v Moskvě se zachováním předchozích funkcí. V témže roce při korunovaci cara Alexandra I. byl oceněn Řádem svaté Anny II. třídy za píli a úspěchy ve výchově mládeže. Od ledna 1802 byl rektorem a profesorem teologie na Slovansko-řecko-latinské akademii a archimandritou Zaikonospasského monastýru v Moskvě.
Roku 1804 byl poslán sloužit do Petrohradu a stejný rok byl zvolen biskupem dmitrovským a vikarijním biskupem moskevské eparchie. Dne 7. února proběhla v Alexandro-Něvské lávře jeho biskupská chirotonie. Dne 18. listopadu 1806 byl oceněn Řádem svaté Anny I. třídy a roku 1807 panagií zdobenou diamanty.
Úloha biskupa vikáře Avgustina při řešení eparchiálních záležitostí neustále rostla. To bylo způsobeno tím, že metropolita Platon (Levšin) strávil mnoho času v Petrohradu při Nejsvětějším synodu a o něco později se zdravotní stav vládnoucího moskevského biskupa začal zhoršovat. Již od roku 1796 vedl biskup Avgustin moskevskou eparchii a skutečně se stal vládnoucím biskupem 13. června 1811. Se svolením panovníka převedl metropolita Platon všechny záležitosti na Avgustina. Zachoval si synovský postoj k metropolitovi Platonovi. Řekl, že v každé záležitosti žádal biskupa o požehnání, i když se mohl rozhodnout sám.
Dne 14. července 1812 obdržel Řád sv. Alexandra Něvského.
Své řídící schopnosti ukázal při Napoleonově ruském zázemí, za což byl 30. srpna 1814 povýšen do hodnosti arcibiskupa a byl ustanoven archimandritou Trojicko-sergijevské lávry. Jako biskup řídící moskevskou eparchii se stal také členem Nejsvětějšího synodu.
Dne 3. března 1818 byl zvolen arcibiskupem moskevským a kolomenským.
Byl cenzorem duchovních knih, skvělým řečníkem a psal básně v latině. Od 16. ledna 1812 byl čestným členem Společnosti milovníků ruské literatury.
Zemřel 15. března 1819 v Moskvě na Trojickém podvorje. Pohřbení služba proběhla v Soboru monastýru Čudov. Pohřben byl v Soboru Zesnutí přesvaté Bohorodice Trojicko-sergijevské lávry.